# Andrea Casiraghi
Andrea Albert Pierre Casiraghi, född 8 juni 1984 i Monaco, är det äldsta barnet till prinsessan Caroline av Monaco och hennes andre man Stefano Casiraghi (1960-1990). Han är därmed barnbarn till Rainier III av Monaco och Grace Kelly. Andrea föddes på Centre Hospitalier Princesse Grace i Monaco och namngavs efter en barndomsvän till fadern. 
Hans gudföräldrar blev mostern prinsessan Stéphanie och hans farbror Marco Casiraghi.
Han har tre yngre syskon, Charlotte, Pierre och Alexandra av Hannover.
2012 gifte han sig med Tatiana Santo Domingo.
1999 togs Casiraghi upp på People Magazines lista över världens 50 vackraste personer.